# 李小军
李小军，北京工业大学城市建设学部教授，防震减灾研究领域专家。主要从事地震风险与防震减灾相关研究，兼任中国地震局地球物理研究所研究员、中国地震风险与保险实验室主任，中国地震学会副理事长，李小军还曾担任《中国地震动参数区划图》副主编，曾入选2011年度长江学者特聘教授。